# Roland Ströhm
Ernst Roland Ströhm, född 2 mars 1928 i Åsele, död 20 oktober 2017 i Kramfors, var en tävlingscyklist från byn Strömnäs i Kramfors kommun. Roland Ströhm som tävlade för Kramfors IF hade 1956 sitt stora år. Han vann då Österrike runt och deltog vid Olympiska spelen i Melbourne där han kom på 20:e plats i linjeloppet och femma med Sverige i lagtävlingen. Dessutom blev han svensk mästare på linjelopp samma år.